# ГЕС Чілла
ГЕС Чілла — гідроелектростанція на півночі Індії у штаті Уттаракханд, яка використовує ресурс із однієї з найбільших річок світу Гангу.
У межах проекту річку перекрили бетонною греблею Пашулок висотою 12 метрів та довжиною 312 метрів, яка спрямовує ресурс у прокладений по лівобережжю канал довжиною біля 16 км (на одній з ділянок він проходить під руслом лівої притоки Гангу). Через 14,3 км від початку канал перекриває водозабірна споруда, котра подає ресурс до розташованого нижче наземного машинного залу. Основне обладнання станції становлять три турбіни типу Каплан потужністю по 36 МВт, які використовують напір у 33 метра та забезпечують виробництво 671 млн кВт-год електроенергії на рік.
Видача продукції відбувається по ЛЕП, розрахованій на роботу під напругою 132 кВ.